# Familia mea dementă
Familia mea dementă (Family Guy; lit. "Familistul") este un serial animat  american despre o familie ce locuiește într-o suburbie a orașului Quahog. A fost creat de Seth MacFarlane pentru FOX în 1999.
Serialul Familia mea dementă este faimos pentru folosirea umorului absurd de obicei sub forma unor flashback-uri. Serialul a fost oprit în 2000 și apoi din nou în 2002, dar vânzările DVD și numărul mare de vizionări ale reluărilor difuzate pe canalul Adult Swim au convins FOX să reia  serialul în 2005. Este unul din puținele seriale din istoria televiziunii care au fost anulate apoi reînnoite doar pe baza numărului mare de fani.
Creatorul Seth MacFarlane interpretează vocile multor dintre personaje (Peter, Brian, Stewie, Glenn Quagmire, Tom Tucker și alții), lucrând și ca scenarist. Alți actori: Mila Kunis (Meg Griffin), Seth Green (Chris Griffin), Alex Borstein (Lois, Tricia Takanawa, Loretta Brown), Mike Henry (Cleveland, Cleveland Jr, Performance Artist, Herbert și Greased-up Deaf Guy), și Patrick Warburton (Joe Swanson).

## Istorie
MacFarlane a conceput inițial Family Guy în 1995, în timp ce studia animație la Școala de Design Rhode Island (RISD).  În timpul facultății, și-a creat filmul de teză intitulat The Life of Larry, care a fost prezentat de profesorul său de la RISD Hanna-Barbera.  MacFarlane a fost angajat de companie.  În 1996, MacFarlane a creat o continuare a vieții lui Larry, intitulată Larry și Steve, care a prezentat un personaj de vârstă mijlocie pe nume Larry și un câine intelectual, Steve;  scurtmetrajul a fost difuzat în 1997 ca unul dintre Cartoon Network World Premiere Toons.
```
Directorii de la Fox au văzut scurmetrajul Larry și l-au contractat pe MacFarlane să creeze o serie, intitulată Family Guy, bazată pe personaje.  Fox i-a propus lui MacFarlane să completeze un scurtmetraj de 15 minute și i-a oferit un buget de 50.000 de dolari.  Mai multe aspecte ale Family Guy au fost inspirate de scurtmetrajul Larry.  În timp ce a lucrat la serial, personajele lui Larry și câinele său Steve au evoluat încet în Peter și Brian.  MacFarlane a declarat că diferența dintre The Life of Larry și Family Guy a fost că „Life of Larry a fost afișată în principal în camera mea de cămin, iar Family Guy a fost afișată după Super Bowl”.  După difuzarea pilotului, serialul a primit undă verde.  MacFarlane s-a inspirat din mai multe sitcom-uri precum The Simpsons și All in the Family.  Premisele au fost extrase din mai multe desene animate de sâmbătă dimineața din anii 1980, pe care le-a vizionat în copilărie, precum The Fonz and the Happy Days Gang și Rubik, Amazing Cube.
```

```
Familia Griffin a apărut pentru prima dată în demo-ul pe care MacFarlane l-a prezentat lui Fox pe 15 mai 1998. Family Guy a fost planificat inițial să înceapă ca scurtmetraje pentru emisiunea de schițe MADtv, dar planul s-a schimbat deoarece bugetul MADtv nu era suficient de mare pentru a susține animația. MacFarlane a vrut apoi să propună scurtmetrajul companiei Fox, deoarece a crezut că acesta este locul potrivit pentru a crea un spectacol de animație în prime-time.  Family Guy a fost prezentat inițial lui Fox în același an cu King of the Hill, dar spectacolul nu a fost cumpărat decât ani mai târziu, când King of the Hill a avut succes.  Fox a ordonat difuzarea a 13 episoade din Family Guy la mijlocul sezonului, după ce MacFarlane i-a impresionat pe directori cu un pilot de 14 minute.
```

## Personaje
Serialul are ca subiect peripețiile lui Peter Griffin, un Irlandez-American Catolic cam prostănac dar bine intenționat. De-a lungul seriei, el descoperă că are strămoși Spanioli, Scoțieni, Irlandezi și Germani. Este cunoscut și pentru râsul lui infecțios. Soția lui Lois, care are un accent similar este casnică, ocazional oferă meditații la pian, membră a familiei de bogătani Pewterschmidt. Peter și Lois au trei copii: adolescenta Meg Griffin, care este de obicei batjocorită pentru urâțenia ei; adolescentul prostănac Chris Griffin; și bebelușul malefic Stewie Griffin pus pe dominație mondială și moartea mamei sale. Stewie vorbește fluent și elocvent, cu un accent de aristocrat englez. Deși familia îi poate auzi planul de cucerire a lumii, Stewie nu este luat în seamă decât de Brian câinele intelectual vorbitor. 
Brian este singurul membru al familiei care îl înțelege pe Stewie și nu îl tratează ca pe un bebeluș. Alte personaje recurente sunt și vecinii familiei Griffin: Joe Swanson ofițerul de poliție paraplegic, Bonnie soția lui mereu însărcinată ; maniacul sexual Glenn Quagmire care tânjește după Lois și după cam tot ce este de sex feminin;  Cleveland Brown și soția lui Loretta, prezentatorii știrilor locale Tom Tucker și Diane Simmons împreună cu reportera asiatică Trisha Takanawa și primarul nebun Adam West care este jucat chiar de Adam West, actorul din serialul Batman din anii '60.
| Distribuția | Distribuția                                                                  | Distribuția                                                           | Distribuția                                             | Distribuția | Distribuția                                    |
| --- | ---------------------------------------------------------------------------- | --------------------------------------------------------------------- | ------------------------------------------------------- | --- | ---------------------------------------------- |
| A man with black hair and a black shirt, leaning forward, smiling into a microphone                                                                    | A woman with black hair, tied back, smiling, and sitting behind a microphone | A man with red hair, smiling slightly and sitting behind a microphone | A woman with long brown hair, smiling into a microphone | A man with closely shaven hair, and slight stubble, looking to the side slightly with his eyes, behind a microphone | A man wearing a hat, smiling into a microphone |
| Seth MacFarlane | Alex Borstein                                                                | Seth Green                                                            | Mila Kunis                                              | Mike Henry | Patrick Warburton                              |
| Peter Griffin, Stewie Griffin, Brian Griffin, Glenn Quagmire, Tom Tucker, Carter Pewterschmidt, Dr. Elmer Hartman, Seamus, Kevin Swanson, Iisus, alții | Lois Griffin, Loretta Brown, Barbara Pewterschmidt, Tricia Takanawa, alții   | Chris Griffin, Neil Goldman, alții                                    | Meg Griffin                                             | Cleveland Brown, Herbert, Bruce the Performance Artist, Consuela, the Greased-up Deaf Guy, alții                    | Joe Swanson                                    |

## Episoade
Pentru a menține tonul umoristic al seriei, cele mai multe episoade din Familia mea dementă sunt parodii ale unor populare seriale de televiziune, filme și slogane. În prima jumătate a primului sezon, scenariștii au încercat să introducă cuvintele "crimă" sau "moarte" în titlul fiecărui episod pentru a face titlurile să semene cu vechile show-urile radio ce aveau ca temă misterul. Seth MacFarlane spune că scenariștii s-au oprit să facă asta când au realizat că începuseră să confundă titlurile și nu mai puteau să țină minte care titlu aparținea carui episod. Începând cu A Hero Sits Next Door, episoadele au început să aibă titluri care descriau intriga episodului.

## Structură și umor
Personajele trăiesc și muncesc în Quahog, Rhode Island, o suburbie ficțională a Rhode Island. Viețile lor se învârt în jurul obiectelor și ideilor din cultura populară încorporată în conversații și evenimente.
Deși Familia mea dementă menține câteodată cât de cât continuitatea episoadelor, intrigi complicate sunt de multe ori lăsate la o parte și serialul se concentrează asupra umorului absurd. Deși acest stil se desfășoară  de obicei în lumea personajelor, serialul este cunoscut pentru folosirea scenelor în care intriga este întreruptă de un scheci cu lungime variată.

## Critici
Familia mea dementă a fost criticat pentru ca are premise umoristice similare ca cele din The Simpsons, o altă serie animata de pe FOX. În 2005, similaritățile au fost batjocorite pe coperta revistei Mad magazine, care avea o ilustrație cu personajelor principale din Familia mea dementă făcute să arate ca niște personaje din The Simpsons. Dedesubt scria "Salutăm Family Guy: cel mai original serial de animație" (coperta în versiunea Australiană era cea a personajelor din Family Guy stând pe o canapea care semăna cu cea din Simpsons, umbrele lor semănând cu caracterele corespondente din Simpsons).

## Muzică și videoclipuri
Pe 26 aprilie 2005, Family Guy: Live in Vegas a fost lansat și a fost o colaborare între Walter Murphy și Seth MacFarlane. CD-ul are doar un cântec care are legătură cu serialul și acela este "Sexy Party".

## Podcast
Un podcast gratuit se poate downloada în format MP3 de la adresa oficială sau de pe iTunes. 28 de episoade au fost lansate până acum. În câteva dintre episoade se vorbește despre episoadele ce urmează a fi difuzate.

## Televiziuni care transmit serialul
| Țară           | Canal(e)                               |
| -------------- | -------------------------------------- |
| Argentina      | FOX                                    |
| Australia      | FOX8, Comedy Channel, Seven Network    |
| Brazilia       | FOX, TV Globo                          |
| Canada         | Global, Teletoon                       |
| Columbia       | FOX, RCN                               |
| Franța         | CANAL+                                 |
| Germania       | ProSieben, MTV                         |
| Irlanda        | Channel 6, FX                          |
| Israel         | YES, Yes Stars 1                       |
| Italia         | Italia 1, FOX                          |
| Mexic          | FOX, XHGC                              |
| Peru           | FOX, América Televisión                |
| Portugalia     | FOX, SIC Radical                       |
| Rusia          | Ren-TV, 2x2                            |
| Singapore      | MediaCorp TV12 Central                 |
| Spania         | FOX, LaSexta                           |
| Suedia         | TV3 (Viasat), TV6 (Sweden)             |
| Filipine       | JackTV                                 |
| Turcia         | CNBC-e                                 |
| Marea Britanie | BBC TWO, BBC THREE, FX, ITV 2          |
| SUA            | FOX, Cartoon Network, TBS Superstation |
| România        | TVR 2, Comedy Central                  |